# Donatille Mukabalisa

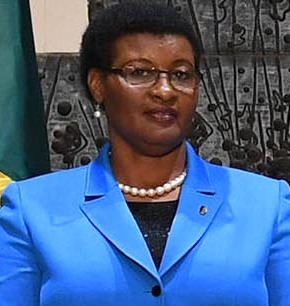
Donatille Mukabalisa (2017)

Donatille Mukabalisa (* 30. Juli 1960 in Nyamata im heutigen Distrikt Bugesera) ist eine ruandische Politikerin. Sie war zwischen 2000 und 2013, sowohl vor als auch nach der Umbildung durch das Verfassungsreferendum von Mai 2003 in ein Zweikammersystem, Abgeordnete im Parlament von Ruanda. Von Oktober 2013 bis August 2024 war sie zudem Parlamentspräsidentin der Abgeordnetenkammer Ruandas (Unterhaus). Anschließend wurde sie am 19. September 2024 erneut zu einer Senatorin für die bis 2029 laufende vierte Legislaturperiode ernannt. Mukabalisa ist zudem seit April 2016 Parteivorsitzende der 1991 gegründeten Liberalen Partei, die nach Stand der Parlamentswahl im Jahr 2024 mit 5 von 80 Sitzen in der Abgeordnetenkammer vertreten ist.

## Karriere
Mukabalisa studierte an der Kigali Independent University Recht. Nach ihrem Abschluss arbeitete sie für die Weltgesundheitsorganisation. Anschließend arbeitete sie zwischen 1981 und 2000 für das Entwicklungsprogramm der Vereinten Nationen.
Im Jahr 2000 beschloss sie nach eigenen Angaben aufgrund der Verbrechen während des Völkermords von 1994 in die Politik zu gehen. Sie wurde im selben Jahr Mitglied der bis 2003 bestehenden Übergangsnationalversammlung Ruandas. Während dieser Zeit war sie stellvertretende Vorsitzende des ständigen Ausschusses für Wirtschaft und Handel. Mukabalisa kehrte im Oktober 2003 ins nach der neuen Verfassung nun aus zwei Kammern (Senat/Oberhaus und Abgeordnetenkammer/Unterhaus) bestehende Parlament zurück, wo sie bis August 2008 Abgeordnete im Unterhaus war. Im September 2011 kandidierte sie anschließend erfolgreich in der Ostprovinz für den Senat und in der Parlamentswahl 2013 erneut erfolgreich als Abgeordnete für das Unterhaus. Die Liberale Partei erhielt mit 9,30 Prozent der Wählerstimmen einschließlich ihr 5 von 80 Sitzen.
Am 5. Oktober 2013 wurde Mukabalisa als Nachfolgerin von Rose Mukantabana zur Parlamentspräsidentin der ruandischen Abgeordnetenkammer gewählt. Sie erhielt dabei 79 der 80 Abgeordnetenstimmen. Eine Stimme ging an ihre Gegenkandidatin Nura Nikuze.
Im April 2015 übernahm Mukabalisa kommissarisch das Amt der Vorsitzdenen der Liberalen Partei, nachdem Protais Mitali aus der Partei ausgeschlossen wurde. Am 31. Juli 2016 wurde sie auf dem Kongress der Liberalen Partei in Kacyiru ohne Gegenkandidaten mit 569 von 577 Stimmen offiziell zur neuen Parteivorsitzenden gewählt.
In der Parlamentswahl im September 2018 wurde sie als Parlamentsabgeordnete und anschließend als Parlamentspräsidentin wiedergewählt. Im Oktober 2022 wurde sie zudem zur Vorsitzenden der in Kigali stattfindenden 145. Konferenz der Interparlamentarischen Union (IPU) gewählt. Für die Präsidentschaftswahl im Juli 2024 unterstützten sie und ihre Partei den bereits seit 2000 amtierenden Präsidenten Paul Kagame, der die Wahl mit offiziell 99,18 % der Stimmen erneut gewann (Ruanda wird auf dem Demokratieindex der britischen Zeitschrift The Economist 2023 mit 3,3 von 10 Punkten als „Autoritäres Regime“ eingeordnet). Nach den Parlamentswahlen im Juli 2024 wurde im August Gertrude Kazarwa als Nachfolgerin Mukabalisas zur neuen Parlamentspräsidentin gewählt.
Nach der Senatswahl ernannte am 19. September 2024 das National Consultative Forum of Political Organizations (NFPO) Mukabalisa zur Senatorin für die bis 2029 laufende vierte Legislaturperiode.

## Privates
Mukabalisa ist Mutter von drei Kindern.